# F1 2010
F1 2010 ist ein von Codemasters entwickeltes und veröffentlichtes Formel-1-Computerspiel und der zweite Titel deren F1-Rennspielserie. Es erschien am 23. September 2010 für die Xbox 360, PlayStation 3 und für Windows. Von dem Spiel wurden 2,3 Millionen Exemplare für Windows, Xbox 360 und PlayStation 3 verkauft.

## Entwicklung und Inhalt
Für F1 2010 wurde, laut Aussage der Entwickler, ein komplexes Wettersystem entwickelt, das ein integraler Bestandteil des Spiels ist. Durch Wetteränderungen ändert sich unter anderem die Bodenhaftung der Fahrzeuge auf der Strecke. Dabei spielt auch die Überdeckung der Strecke durch Dinge wie Bäume oder Vertiefungen auf der Rennstrecke eine Rolle.
Bei trockenem Wetter wird eine Ideallinie angezeigt, auf der die beste Bodenhaftung existiert. Während eines Rennwochenendes wird die Bodenhaftung durch Abrieb auf der Strecke erhöht. Die Rennwagen werden im Verlauf einer Saison kontinuierlich weiterentwickelt.
Das Spiel beinhaltet einen Karriere-Modus, der über drei, fünf oder sieben (Spiel)-Jahre läuft. In jedem Jahr kann für jedes Team gefahren werden. Die Teams haben dabei jeweils unterschiedliche Ziele. Das Interesse der Medien richtet sich danach, ob der Spieler für ein für gewöhnlich gutes oder eher für ein eher schlechtes Team fährt. Spontane Interviews finden neben offiziellen Interviews nach jedem Rennen statt.
F1 2010 verfügt über alle 24 Fahrer und zwölf Teams aus der Saison 2010. Alle 19 Rennstrecken des Formel-1-Kalenders 2010 sind im Spiel enthalten.

## Rezeption
F1 2010 hat international gute Bewertungen erhalten. Die Rezensionsdatenbank Metacritic aggregiert beispielsweise für die PC-Version 15 Rezensionen zu einem Gesamtwert von 84.

„Das Mittendrin-Gefühl ist bemerkenswert.“

„Grandiose Formel-1-Simulation mit Detailmacken.“

## Modding
Es existieren inzwischen verschiedene Modifikationen, welche unter anderem die Grafiken, Schadensmodelle und andere Spieleinstellungen verändern.